# Crystal (Maine)
Crystal város az USA Maine államában, Aroostook megyében. Lakosainak száma 248 fő (2020. április 1.).

## Népesség
A település népességének változása:

| 2010 | 269 |
| 2020 | 248 |